# Леонський собор
Лео́нський собо́р (ісп. Catedral de León), або Лео́нський катедра́льний собо́р свято́ї Марі́ї (ісп. Catedral de Santa María de León) — католицький катедральний собор в Іспанії, у місті Леон. Головний храм Леонської діоцезії.

## Історія
Собор було збудовано у 1205—1301 роках у готичному стилі. У II столітті на місці собору були розташовані римські терми, а на початку X століття король Галісії та Леону Ордоньйо II збудував палац. Однак після однієї з перемог над маврами він збудував собор у романському стилі. У тому соборі король був похований після своєї смерті. Згодом на тому ж місці було зведено новий собор, також у романському стилі, який було освячено 1073 року, та в якому 1135 року Альфонсо VIII був коронований імператором всієї Іспанії.

## Архітектура
Сучасний собор є яскравим прикладом іспанської готичної архітектури. Вітражі XIII—XIV століть складають площу близько 1800 м². Всередині собору розміщено багато старих скульптур. Ззовні будівлю прикрашають численні вцілілі гаргуйлі, грифони та химери. Фасад собору має дві вежі, одна з них, південна, годинникова. Собор вміщує елементи бароко й неокласицизму, додані у XVI—XVIII століттях.